# Strzebla Błotna w Zielonce
Strzebla Błotna w Zielonce este o arie protejată (sit de importanță comunitară — SCI) din Polonia întinsă pe o suprafață de 2,2 ha, integral pe uscat.

## Localizare
Centrul sitului Strzebla Błotna w Zielonce este situat la coordonatele 52°17′45″N 21°08′21″E / 52.2959°N 21.1393°E.

## Înființare
Situl Strzebla Błotna w Zielonce a fost declarat sit de importanță comunitară în octombrie 2009 pentru a proteja 2 specii de animale.

## Biodiversitate
Situată în ecoregiunea continentală, aria protejată nu include niciun habitat protejat.
La baza desemnării sitului se află mai multe specii protejate:
- amfibieni (1): buhai de baltă cu burta roșie (Bombina bombina)
- pești (1): Rhynchocypris percnurus